# Scraptia fallaciosa
Scraptia fallaciosa es una especie de coleóptero de la familia Scraptiidae.

## Distribución geográfica
Habita en Sudamérica.